# Lela Swift
Lela Swift (Nueva York, 25 de febrero de 1919 - Santa Mónica, California, 4 de agosto de 2015) fue una productora y directora de televisión estadounidense, más conocida por ser la productora entre 1970 y 1971 de la serie Sombras tenebrosas y de Ryan's Hope.
Lela tuvo dos hijos, Russel y Stuart Schwartz, quienes están en los negocios de la televisión.
Su esposo, Guilbert (Geb) Schwartz, murió en febrero de 2015, después de haber sufrido la enfermedad de Alzheimer durante muchos años.    
Swift recibió cuatro nominaciones en los Premios Daytime Emmy por su trabajo en Ryan's Hope y ganó en 1977, 1979 y 1980.

## Fallecimiento
Swift falleció el 4 de agosto de 2015, a los 96 años, en Santa Mónica, California, por causas naturales.